# Dizionario inverso
Il dizionario inverso (detto anche dizionario retrogrado, o indice inverso) è un'opera lessicografica affine ai comuni dizionari, dai quali si distingue per la particolarità dell'ordine in cui sono esposti i lemmi. In esso, infatti, le voci di dizionario sono esposte secondo l'ordine alfabetico ottenuto invertendo le stringhe di grafemi che costituiscono la parola. Ad esempio, le parole babà, fiaba, sillaba, sono "vicine" nell'ordine di in un dizionario inverso (in quanto ordinate alfabeticamente come abab, abaif, aballis), mentre sono "lontane" nel consueto ordine alfabetico dei comuni dizionari.

## Rimari
Affini ai dizionari inversi sono i rimari, in cui le parole sono ordinate in base alla stringa che inizia con la vocale tonica e finisce con l'ultimo carattere della parola.
I rimari si dicono "chiusi" quando raccolgono le rime di una singola opera poetica o di un singolo autore. Si dicono aperti, invece, quando raccolgono le rime di un intero sistema linguistico.
Nei rimari moderni, le parole sono raggruppate in base alla terminazione: all'interno di ciascun gruppo la presentazione avviene secondo il tradizionale ordine alfabetico.

## Utilizzo
Strutturati in questo modo, i rimari hanno sempre costituito un utilissimo "ferro del mestiere" per chi dovesse comporre in rima. Gli esempi storici e più celebri di rimari chiusi italiani, dedicati all'opera in versi di pochi e fondamentali autori (come Dante Alighieri, Francesco Petrarca e Ludovico Ariosto), erano considerati, in passato, come supporti sufficienti alla versificazione in rima, mentre attualmente rivestono una notevole importanza in campo linguistico e filologico.
I dizionari inversi hanno, di solito, un utilizzo più ristretto: sono soprattutto i linguisti a potersene giovare in specifici lavori scientifici (come "studi sulle derivazioni suffissali di una lingua", o sul "sistema rimico di un autore") anche se possono avere qualche utilità per utenti non specialistici, come particolari versificatori ("poeti, parolieri, cantautori, pubblicitari, parodisti", o figure affini).

## Esempi in varie lingue
- Mario Alinei, Dizionario inverso italiano, con indici e liste di frequenza delle terminazioni, Mouton & Co., L'Aia, 1965.
- Αναστασιάδη-Συμεωνίδη, Α. Αντίστροφο Λεξικό της Νέας Ελληνικής. Θεσσαλονίκη: Ινστιτούτο Νεοελληνικών Σπουδών, 2002.
- Bielfeldt, H.H., Rückläufiges Wörterbuch der Russischen Sprache der Gegenwart, Akademie Verlag, Berlin, 1958.
- Boaque, I., Pérez, M., Diccionario inverso de la lengua española, Gredos, Madrid, 1987.
- Bruckner, T., Rückläufige Wortliste zum heutigen Deutsch, Institut für Deutsche Sprache, Mannheim, 1986.
- Garabík, Radovan et al., Retrográdny slovník súčasnej slovenčiny – slovné tvary na báze Slovenského národného korpusu. VEDA, vydavateľstvo SAV, Bratislava, 2018.
- Gradenwitz, Otto, Laterculi vocum latinarum, G. Oùlms, Hildesheim, 1966.
- Hecker, Karl, Rückläufiges Wörterbuch des Akkadischen, Harrassowitz, Wiesbaden, 1990.
- Hinderling, Robert, Rückläufiges estnisches Wörterbuch = Eesti keele pöördsõnaraamat (Sõnalõpuline leksikon) = Dizionario inverso della lingua estone, Sprach- und Literaturwissenschaftliche Fakultät der Universität Bayreuth, Bayreuth, 1979.
- Juilland, A., Dictionnaire inverse de la langue française, Mouton, The Hague, 1965.
- Κουρμούλης Γ. Αντίστροφον λεξικόν της Νέας Ελληνικής. Δεύτερη Έκδοση. Αθήνα: Παπαδήμας, 2002.
- Krueger, John Richard, Mongolian epigraphical dictionary in reverse listing, Indiana University, Bloomington, 1967.
- Kubiyak, Yel, Rückläufiges Wörterbuch des türkischen, Landeck, Frankfurt, 2004.
- Kuhn, Karl Georg, Rückläufiges hebräisches Wörterbuch, Vandenhoeck & Ruprecht, Göttingen, 1958
- Mater, Erich, Rückläufiges Wörterbuch der deutschen Gegenwartssprache CD-ROM, Straelener Ms.-Verlag, Straelen, 2001 ISBN 3-89107-047-0
- Mitrevski, George, Macedonian Reverse Dictionary = Македонски обратен речник. http://macedonia.auburn.edu/revdict/index.html Archiviato il 17 novembre 2012 in Internet Archive.
- Muthmann, Gustav, Rückläufiges deutsches Wörterbuch: Handbuch der Wortausgänge im Deutschen, mit Beachtung der Wort- und Lautstruktur, Niemeyer, Tübingen, 2001.
- Nieuwborg, E.R., Retrograde woordenboek van de Nederlandse taal, Kluwer Technische Boeken, Deventer, 1978.
- Papp, Ferenc, A magyar nyelv szóvégmutató szótára [Dizionario inverso alfabetico della lingua magiara]. Akadémiai Kiadó, Budapest, 1969, 2nd ed.: 1994. ISBN 9630567326
- Rozycki, William, A reverse index of Manchu, Research Institute for Inner Asian Studies, Indiana University, Bloomington, 1981.
- Sander, Ruth and Kerstin Mayerhofer, Retrograde Hebrew and Aramaic dictionary, Vandenhoeck & Ruprecht, Göttingen, 2010. ISBN 978-3-525-55007-6
- Schwarz, Wolfgang, Rückläufiges Wörterbuch des Altindischen = Idice invers dell'antico Indiano, Harrassowitz, Wiesbaden, 1974-1978.
- Stahl, Fred A., Scavnicky, Gary E. A., A Reverse Dictionary of the Spanish Language, University of Illinois Press, Urbana, IL, 1974.
- Tuomi, Tuomo (ed.), Suomen kielen käänteissanakirja – Reverse Dictionary of Modern Standard Finnish, Suomalaisen kirjallisuuden seura, 1980. ISBN 951-717-002-5.
- Vietze, Hans Peter, Rückläufiges Wörterbuch der mongolischen Sprache, Verlag Enzyklopädie, Leipzig, 1976.
- Zimmer, Stefan, A reverse dictionary of modern Welsh = Geiriadur gwrthdroadol Cymraeg diweddar, Buske, Hamburg, 1987.